# Cristina de Borbó i de Grècia
Cristina de Borbó i de Grècia (En castellà: Cristina de Borbón y Grecia) (Madrid, 13 de juny de 1965), infanta d'Espanya, és la segona filla dels reis Joan Carles I i Sofia d'Espanya i germana del rei Felip VI.
Ocupa el sisè lloc en la línia de successió a la Corona espanyola, després de les seves nebodes, la princesa d'Astúries i la infanta Sofia, la seva germana, la infanta Helena, i els seus nebots, Felipe i Victoria Federica de Marichalar.
Va tenir la facultat d'utilitzar el títol de duquessa de Palma de Mallorca des de la seva concessió, el 26 de setembre de 1997, amb motiu del seu casament i fins l'11 de juny de 2015, quan va ser revocat atesa la seva imputació per delicte fiscal.

## Biografia
Va néixer a Madrid el 13 de juny de 1965 a la Clínica de Nostra Senyora de Loreto. Fou batejada el 21 de juny al Palau de la Zarzuela per l'arquesbisbe de Madrid, Casimiro Morcillo, i va rebre els noms de Cristina Frederica Victòria Antònia de la Santíssima Trinitat. Els seus padrins foren Alfons de Borbó i de Dampierre, duc de Cadis, i la infanta Maria Cristina de Borbó i de Battenberg, filla d'Alfons XIII.
Va rebre l'ensenyament secundari al Col·legi Santa María del Camino de Madrid. Va estudiar Ciències Polítiques a la Universitat Complutense de Madrid on va obtenir la llicenciatura l'any 1989 convertint-se en la primera dona de la Casa Reial espanyola amb un títol universitari superior. El 1990 va fer un màster en Relacions Internacionals a la Universitat de Nova York i a partir de 1991 va realitzar un període de pràctiques a la seu de la UNESCO a París.
El 1981, en l'entrega d'una bandera nacional al comandament de combat de l'Exèrcit de l'Aire a la base aèria de Torrejón de Ardoz, va llegir la seva primera al·locució pública. Amb motiu de la seva majoria d'edat, el 1983, el rei Joan Carles I li va imposar la banda de dama de l'Orde d'Isabel la Catòlica. El 1989 va exercir per primer cop la representació del Regne d'Espanya a l'estranger en una visita a Brussel·les per presidir l'entrega d'una escultura del Quixot i Sancho Panza donada pel Regne d'Espanya a la considerada capital europea.
A l'abril de 1992 va fixar la seva residència a Barcelona per participar en l'organització del Campionat Mundial de Vela Adaptada celebrat un cop acabats els Jocs Olímpics. Va continuar vivint a la capital catalana on va treballar a les oficines de la UNESCO a Barcelona. Al 1993 va començar a treballar al departament de programes culturals de la Fundació La Caixa on el 1998 es va convertir en la coordinadora de programes de cooperació internacional pel Tercer Món.
El 4 d'octubre de 1997 va contraure matrimoni amb l'esportista Iñaki Urdangarin a la Catedral de Barcelona. Amb motiu de l'ocasió, el seu pare, el rei Joan Carles I, li va concedir la facultat d'utilitzar el títol de duquessa de Palma de Mallorca i l'Ajuntament de Barcelona li va concedir la Medalla d'Or de la ciutat que va rebre de mans de l'alcalde Pasqual Maragall. Fruit del matrimoni van néixer quatre fills: Juan Valentín (1999), Pablo Nicolás (2000), Miguel (2002) i Irene (2005).
L'any 2005 va ser nomenada directora de l'Àrea Social de la Fundació La Caixa amb responsabilitats sobre programes dirigits a la gent gran, voluntariat i cooperació internacional.
El 2009, ella i la seva família van decidir traslladar la residència a Washington DC atès el compromís laboral del seu marit com a conseller internacional de Telefónica, fet que li va suposar deixar la seva feina a la Fundació La Caixa. El 2012, van tornar a fixar la seva residència a Espanya, però el 2013 es traslladen a Ginebra on la infanta Cristina coordina els programes amb les agències de l'ONU de la Fundació La Caixa.
A finals de 2011 el seu marit, Iñaki Urdangarin, en el marc del Cas Nóos va ser imputat pel Jutjat d'Instrucció número 3 de Palma per presumptes delictes fiscals d'evasió d'impostos, frau fiscal, prevaricació, falsedat documental i malversació de cabals públics en l'activitat de l'Institut Nóos, entitat dedicada a organitzar actes esportius i fundada per Urdangarin. Al 2013 és la mateixa infanta qui és imputada pel mateix Jutjat per presumpta apropiació indeguda de fons públics, imputació que va ser qüestionada i recorreguda per la Fiscalia Anticorrupció i suspesa per la Secció Segona de l'Audiència Provincial. Després d'una investigació duta a terme per l'Agència Tributària, el jutjat instructor imputa la infanta per blanqueig i delicte fiscal a principis de 2014. Aquesta imputació va ser confirmada per l'Audiència de Palma, però només per delicte fiscal i no per blanqueig de capitals.
En el marc de l'operació judicial, el Jutjat d'Instrucció número 3 de Palma va embargar la meitat indivisa d'un palauet a Pedralbes i de tres habitatges de Palma i Terrassa dels quals la infanta Cristina i Iñaki Urdangarin i la seva societat privada Aizóon n'eren els titulars.
Amb motiu de les investigacions judicials, tant la infanta com el seu marit van quedar apartats dels actes oficials i de l'agenda de la Casa Reial. El rei Felip VI d'Espanya va revocar-li la facultat d'utilitzar el títol de duquessa de Palma de Mallorca l'any 2015 i el 2016, l'Ajuntament de Barcelona li va retirar la Medalla d'Or concedida.
És aficionada als esports nàutics i als Jocs Olímpics de Seül de 1988 va ser suplent de l'equip espanyol de vela i va ser l'abanderada del conjunt espanyol en la inauguració dels Jocs. L'any 1996, va patronejar el creuer Azur de Puig del Reial Club de Barcelona, vencedor en la categoria IMS Regata del campionat de Catalunya de Creuers 1996.

## Ascendents
|  |                                                                    |  |  |  |  |  |  |  |  |  |  |  |  |  |  |  |
|  | 16. Alfons XII, rei d'Espanya                                      |  |  |  |  |  |  |  |  |  |  |  |  |  |  |  |
|  |                                                                    |  |  |  |  |  |  |  |  |  |  |  |  |  |  |  |
|  |                                                                    |  |  |  |  |  |  |  |  |  |  |  |  |  |  |  |
|  | 8. Alfons XIII, rei d'Espanya                                      |  |  |  |  |  |  |  |  |  |  |  |  |  |  |  |
|  |                                                                    |  |  |  |  |  |  |  |  |  |  |  |  |  |  |  |
|  |                                                                    |  |  |  |  |  |  |  |  |  |  |  |  |  |  |  |
|  | 17. Maria Cristina d'Àustria                                       |  |  |  |  |  |  |  |  |  |  |  |  |  |  |  |
|  |                                                                    |  |  |  |  |  |  |  |  |  |  |  |  |  |  |  |
|  |                                                                    |  |  |  |  |  |  |  |  |  |  |  |  |  |  |  |
|  | 4. Joan de Borbó i Battenberg                                      |  |  |  |  |  |  |  |  |  |  |  |  |  |  |  |
|  |                                                                    |  |  |  |  |  |  |  |  |  |  |  |  |  |  |  |
|  |                                                                    |  |  |  |  |  |  |  |  |  |  |  |  |  |  |  |
|  | 18. Enric de Battenberg                                            |  |  |  |  |  |  |  |  |  |  |  |  |  |  |  |
|  |                                                                    |  |  |  |  |  |  |  |  |  |  |  |  |  |  |  |
|  |                                                                    |  |  |  |  |  |  |  |  |  |  |  |  |  |  |  |
|  | 9. Victòria Eugènia de Battenberg                                  |  |  |  |  |  |  |  |  |  |  |  |  |  |  |  |
|  |                                                                    |  |  |  |  |  |  |  |  |  |  |  |  |  |  |  |
|  |                                                                    |  |  |  |  |  |  |  |  |  |  |  |  |  |  |  |
|  | 19. Beatriu del Regne Unit                                         |  |  |  |  |  |  |  |  |  |  |  |  |  |  |  |
|  |                                                                    |  |  |  |  |  |  |  |  |  |  |  |  |  |  |  |
|  |                                                                    |  |  |  |  |  |  |  |  |  |  |  |  |  |  |  |
|  | 2. Joan Carles I d'Espanya                                         |  |  |  |  |  |  |  |  |  |  |  |  |  |  |  |
|  |                                                                    |  |  |  |  |  |  |  |  |  |  |  |  |  |  |  |
|  |                                                                    |  |  |  |  |  |  |  |  |  |  |  |  |  |  |  |
|  | 20. Alfons de Borbó-Dues Sicílies                                  |  |  |  |  |  |  |  |  |  |  |  |  |  |  |  |
|  |                                                                    |  |  |  |  |  |  |  |  |  |  |  |  |  |  |  |
|  |                                                                    |  |  |  |  |  |  |  |  |  |  |  |  |  |  |  |
|  | 10. Carles de Borbó-Dues Sicílies                                  |  |  |  |  |  |  |  |  |  |  |  |  |  |  |  |
|  |                                                                    |  |  |  |  |  |  |  |  |  |  |  |  |  |  |  |
|  |                                                                    |  |  |  |  |  |  |  |  |  |  |  |  |  |  |  |
|  | 21. Maria Antonieta de Borbó-Dues Sicílies                         |  |  |  |  |  |  |  |  |  |  |  |  |  |  |  |
|  |                                                                    |  |  |  |  |  |  |  |  |  |  |  |  |  |  |  |
|  |                                                                    |  |  |  |  |  |  |  |  |  |  |  |  |  |  |  |
|  | 5. Maria de la Mercè de Borbó-Dues Sicílies                        |  |  |  |  |  |  |  |  |  |  |  |  |  |  |  |
|  |                                                                    |  |  |  |  |  |  |  |  |  |  |  |  |  |  |  |
|  |                                                                    |  |  |  |  |  |  |  |  |  |  |  |  |  |  |  |
|  | 22. Felip d'Orleans                                                |  |  |  |  |  |  |  |  |  |  |  |  |  |  |  |
|  |                                                                    |  |  |  |  |  |  |  |  |  |  |  |  |  |  |  |
|  |                                                                    |  |  |  |  |  |  |  |  |  |  |  |  |  |  |  |
|  | 11. Lluïsa d'Orleans                                               |  |  |  |  |  |  |  |  |  |  |  |  |  |  |  |
|  |                                                                    |  |  |  |  |  |  |  |  |  |  |  |  |  |  |  |
|  |                                                                    |  |  |  |  |  |  |  |  |  |  |  |  |  |  |  |
|  | 23. Maria Isabel d'Orleans                                         |  |  |  |  |  |  |  |  |  |  |  |  |  |  |  |
|  |                                                                    |  |  |  |  |  |  |  |  |  |  |  |  |  |  |  |
|  |                                                                    |  |  |  |  |  |  |  |  |  |  |  |  |  |  |  |
|  | 1. Cristina de Borbó                                               |  |  |  |  |  |  |  |  |  |  |  |  |  |  |  |
|  |                                                                    |  |  |  |  |  |  |  |  |  |  |  |  |  |  |  |
|  |                                                                    |  |  |  |  |  |  |  |  |  |  |  |  |  |  |  |
|  | 24. Jordi I de Grècia                                              |  |  |  |  |  |  |  |  |  |  |  |  |  |  |  |
|  |                                                                    |  |  |  |  |  |  |  |  |  |  |  |  |  |  |  |
|  |                                                                    |  |  |  |  |  |  |  |  |  |  |  |  |  |  |  |
|  | 12. Constantí I de Grècia                                          |  |  |  |  |  |  |  |  |  |  |  |  |  |  |  |
|  |                                                                    |  |  |  |  |  |  |  |  |  |  |  |  |  |  |  |
|  |                                                                    |  |  |  |  |  |  |  |  |  |  |  |  |  |  |  |
|  | 25. Olga de Rússia                                                 |  |  |  |  |  |  |  |  |  |  |  |  |  |  |  |
|  |                                                                    |  |  |  |  |  |  |  |  |  |  |  |  |  |  |  |
|  |                                                                    |  |  |  |  |  |  |  |  |  |  |  |  |  |  |  |
|  | 6. Pau I de Grècia                                                 |  |  |  |  |  |  |  |  |  |  |  |  |  |  |  |
|  |                                                                    |  |  |  |  |  |  |  |  |  |  |  |  |  |  |  |
|  |                                                                    |  |  |  |  |  |  |  |  |  |  |  |  |  |  |  |
|  | 26. Frederic III de Prússia                                        |  |  |  |  |  |  |  |  |  |  |  |  |  |  |  |
|  |                                                                    |  |  |  |  |  |  |  |  |  |  |  |  |  |  |  |
|  |                                                                    |  |  |  |  |  |  |  |  |  |  |  |  |  |  |  |
|  | 13. Sofia de Prússia                                               |  |  |  |  |  |  |  |  |  |  |  |  |  |  |  |
|  |                                                                    |  |  |  |  |  |  |  |  |  |  |  |  |  |  |  |
|  |                                                                    |  |  |  |  |  |  |  |  |  |  |  |  |  |  |  |
|  | 27. Victòria del Regne Unit                                        |  |  |  |  |  |  |  |  |  |  |  |  |  |  |  |
|  |                                                                    |  |  |  |  |  |  |  |  |  |  |  |  |  |  |  |
|  |                                                                    |  |  |  |  |  |  |  |  |  |  |  |  |  |  |  |
|  | 3. Sofia de Grècia                                                 |  |  |  |  |  |  |  |  |  |  |  |  |  |  |  |
|  |                                                                    |  |  |  |  |  |  |  |  |  |  |  |  |  |  |  |
|  |                                                                    |  |  |  |  |  |  |  |  |  |  |  |  |  |  |  |
|  | 28. Ernest August de Hannover                                      |  |  |  |  |  |  |  |  |  |  |  |  |  |  |  |
|  |                                                                    |  |  |  |  |  |  |  |  |  |  |  |  |  |  |  |
|  |                                                                    |  |  |  |  |  |  |  |  |  |  |  |  |  |  |  |
|  | 14. Ernest August de Hannover                                      |  |  |  |  |  |  |  |  |  |  |  |  |  |  |  |
|  |                                                                    |  |  |  |  |  |  |  |  |  |  |  |  |  |  |  |
|  |                                                                    |  |  |  |  |  |  |  |  |  |  |  |  |  |  |  |
|  | 29. Thyra de Dinamarca                                             |  |  |  |  |  |  |  |  |  |  |  |  |  |  |  |
|  |                                                                    |  |  |  |  |  |  |  |  |  |  |  |  |  |  |  |
|  |                                                                    |  |  |  |  |  |  |  |  |  |  |  |  |  |  |  |
|  | 7. Frederica de Hannover                                           |  |  |  |  |  |  |  |  |  |  |  |  |  |  |  |
|  |                                                                    |  |  |  |  |  |  |  |  |  |  |  |  |  |  |  |
|  |                                                                    |  |  |  |  |  |  |  |  |  |  |  |  |  |  |  |
|  | 30. Guillem II de Prússia                                          |  |  |  |  |  |  |  |  |  |  |  |  |  |  |  |
|  |                                                                    |  |  |  |  |  |  |  |  |  |  |  |  |  |  |  |
|  |                                                                    |  |  |  |  |  |  |  |  |  |  |  |  |  |  |  |
|  | 15. Victòria Lluïsa de Prússia                                     |  |  |  |  |  |  |  |  |  |  |  |  |  |  |  |
|  |                                                                    |  |  |  |  |  |  |  |  |  |  |  |  |  |  |  |
|  |                                                                    |  |  |  |  |  |  |  |  |  |  |  |  |  |  |  |
|  | 31. Augusta Victòria de Schleswig-Holstein-Sondenburg-Augustenburg |  |  |  |  |  |  |  |  |  |  |  |  |  |  |  |
|  |                                                                    |  |  |  |  |  |  |  |  |  |  |  |  |  |  |  |
|  |                                                                    |  |  |  |  |  |  |  |  |  |  |  |  |  |  |  |

## Descendència
Fruit del seu matrimoni amb Iñaki Urdangarin i Liebaert van néixer tres fills i una filla:
- Excm. Sr. Juan Valentín Urdangarin i de Borbó, gran d'Espanya, nascut el 29 de setembre de 1999.[13]
- Excm. Sr. Pablo Nicolás Urdangarin i de Borbó, gran d'Espanya, nascut el 6 de desembre del 2000.[14]
- Excm. Sr. Miguel Urdangarin i de Borbó, gran d'Espanya, nascut el 30 d'abril de 2002.[15]
- Excma. Sra. Irene Urdangarin i de Borbó, gran d'Espanya, nascuda el 5 de juny de 2005.[16]

## Tractament i títols
Al llarg de la seva vida, aquests han estat els tractaments i títols que ha ostentat:
- 13 de juny de 1965 – 26 de setembre de 1997: Sa Altesa Reial la Infanta Cristina.[38]
- 26 de setembre de 1997 – 11 de juny de 2015: Sa Altesa Reial la Infanta Cristina, Duquessa de Palma de Mallorca.[11]
- Des de l'11 de juny de 2015: Sa Altesa Reial la Infanta Cristina.[33]

## Distincions

### Distincions honorífiques espanyoles
- Dama del Reial Orde d'Isabel la Catòlica, gran creu (13 de juny de 1983).[5]
- Dama del Reial i Distingit Orde Espanyol de Carles III, gran creu (14 d'octubre de 1988).[39]

### Distincions honorífiques estrangeres
- Membre de primera classe de l'Orde dels Tres Divins Poders (Regne de Nepal, 19 de setembre de 1983).[40]
- Gran creu de l'Orde del Falcó (Islàndia, 16 de setembre de 1985).[41]
- Gran creu de l'Orde d'Orange-Nassau (Regne dels Països Baixos, 8 d'octubre de 1985).[42][43]
- Gran cordó de l'Orde de l'Estrella de Jordània (Regne Haiximita de Jordània, 26 de març de 1985).[44]
- Gran creu de l'Orde del Quetzal (República de Guatemala, 1 d'octubre de 1986).[45]
- Gran cordó de l'Orde de l'Elefant Blanc (Regne de Tailàndia, 19 de novembre de 1987).[46]
- Gran creu de l'Orde de Crist (República Portuguesa, 13 d'octubre de 1988.[47]
- Gran cordó de l'Orde de Leopold (Regne de Bèlgica, 19 de setembre de 1994).[48][49]
- Gran cordó de l'Orde de la Preciosa Corona (Japó, 10 d'octubre de 1994).[50]
- Gran creu del Reial Orde Noruec de Sant Olaf (Regne de Noruega, 25 d'abril de 1995).[51]
- Banda de l'Orde Mexicana de l'Àliga Asteca (Estats Units Mexicans, 25 de gener de 1996).[52][53]
- Medalla commemorativa del 50è Aniversari del rei Carlos XVI Gustau (Regne de Suècia, 30 d'abril de 1996).[54]
- Gran creu de l'Orde de l'Infant Enric (República Portuguesa, 23 d'agost de 1996).[47]
- Gran creu amb Estrella de plata de l'Orde Nacional José Matías Delgado (República de El Salvador, 10 de març de 1997).[55][56]
- Gran decoració d'honor amb faixí de l'Orde al Mèrit de la República d'Àustria (República d'Àustria, 2 de juny de 1997).[57][58]
- Membre de classe suprema de l'Orde la Virtut (República Àrab d'Egipte, 29 de maig del 2000).[59]
- Gran creu de l'Orde d'Adolf de Nassau (Gran Ducat de Luxemburg, 7 de maig de 2001).[60]
- Gran creu de l'Orde Nacional del Mèrit (República de l'Ecuador, 9 de juliol de 2001).[61]
- Gran creu de l'Orde d'Honor (República Hel·lènica, 25 de setembre de 2001).[62][63]
- Gran creu de l'Orde del Sol del Perú (República del Perú, 5 de juliol de 2004).[64]